# La Caravane blanche
Pour plus de détails, voir Fiche technique et Distribution.
La Caravane blanche (თეთრი ქარავანი, Tetri karavani) est un film soviétique, produit en République socialiste soviétique de Géorgie, réalisé par Tamaz Meliava et Eldar Chenguelaïa, sorti en 1964.

## Synopsis
Un groupe de bergers, mené par Martia, déplace ses troupeaux vers les pâturages d'hiver. Le fils de Martia, Gela, rencontre Maria, une pêcheuse et ils tombent amoureux.

## Fiche technique
- Titre : La Caravane blanche
- Titre original : თეთრი ქარავანი (Tetri karavani)
- Réalisation : Tamaz Meliava et Eldar Chenguelaïa
- Scénario : Merab Eliozichvili
- Musique : Irakli Gejadze
- Photographie : Leonid Kalachnikov et Giorgi Kalatozichvili
- Montage : N. Saradova
- Société de production : Grouzia-film
- Pays :  Union soviétique
- Genre : Drame et romance
- Durée : 93 minutes
- Dates de sortie : 
  -  Union soviétique : 17 août 1964

## Distribution
- Spartak Bagachvili : Martiy Akhlauri
- Ariadna Chenguelaïa : Maria
- Imedo Kakhiani : Gela Akhlauri
- Giorgi Kikadze : Vajia
- Merab Eliozichvili : Balta
- Dodo Abachidze : Yagvira
- Gogoutsa Kouprachvili : Kivana
- Valentin Dongouzachvili : Glakho
- N. Kalapidini : Petro
- Ioseb Taralachvili : Sero
- Kote Toloraia : Siata

## Distinctions
Le film a été présenté en sélection officielle en compétition au Festival de Cannes 1964.